# 스포츠 유틸리티 자동차

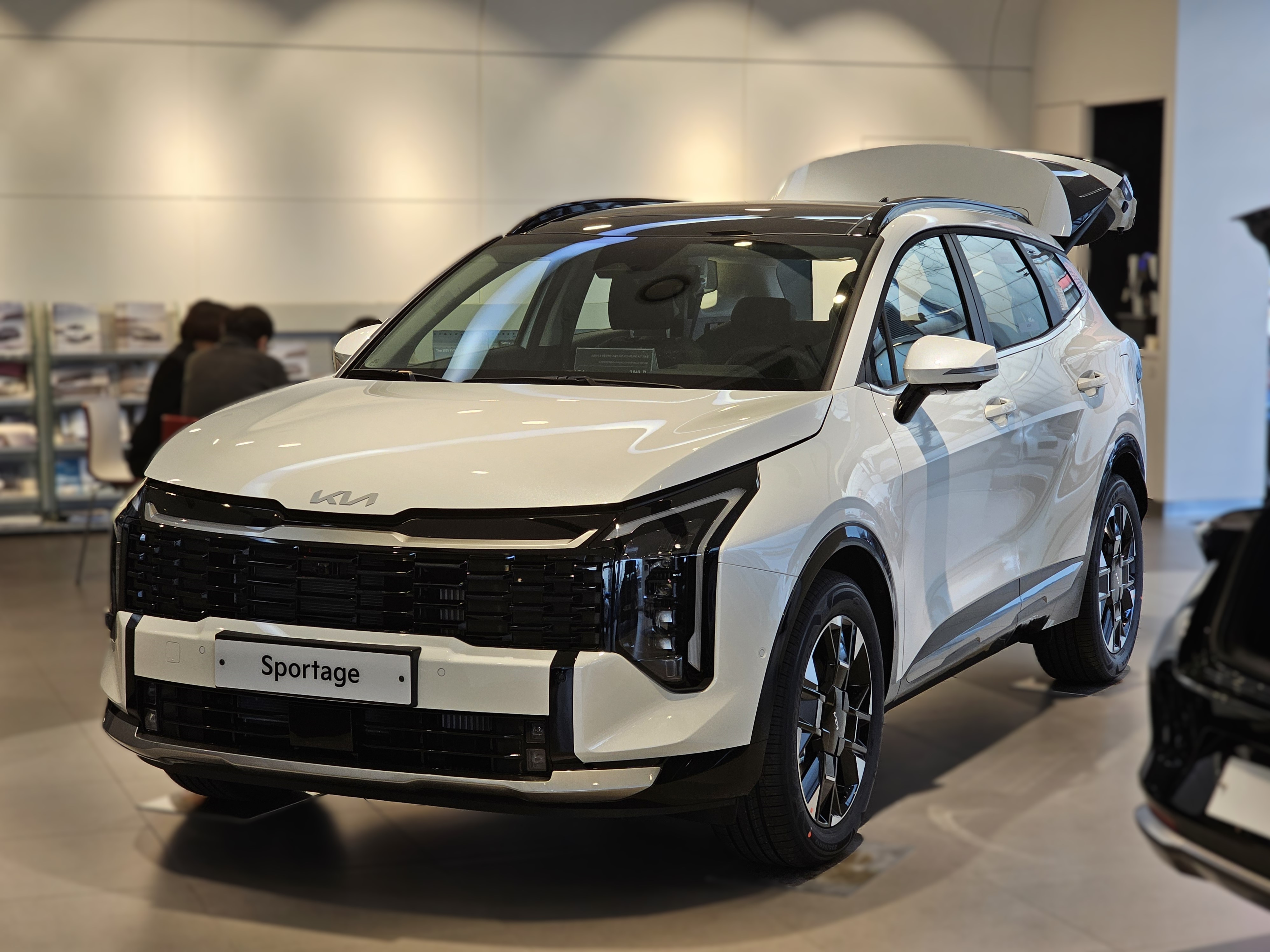
기아 스포티지

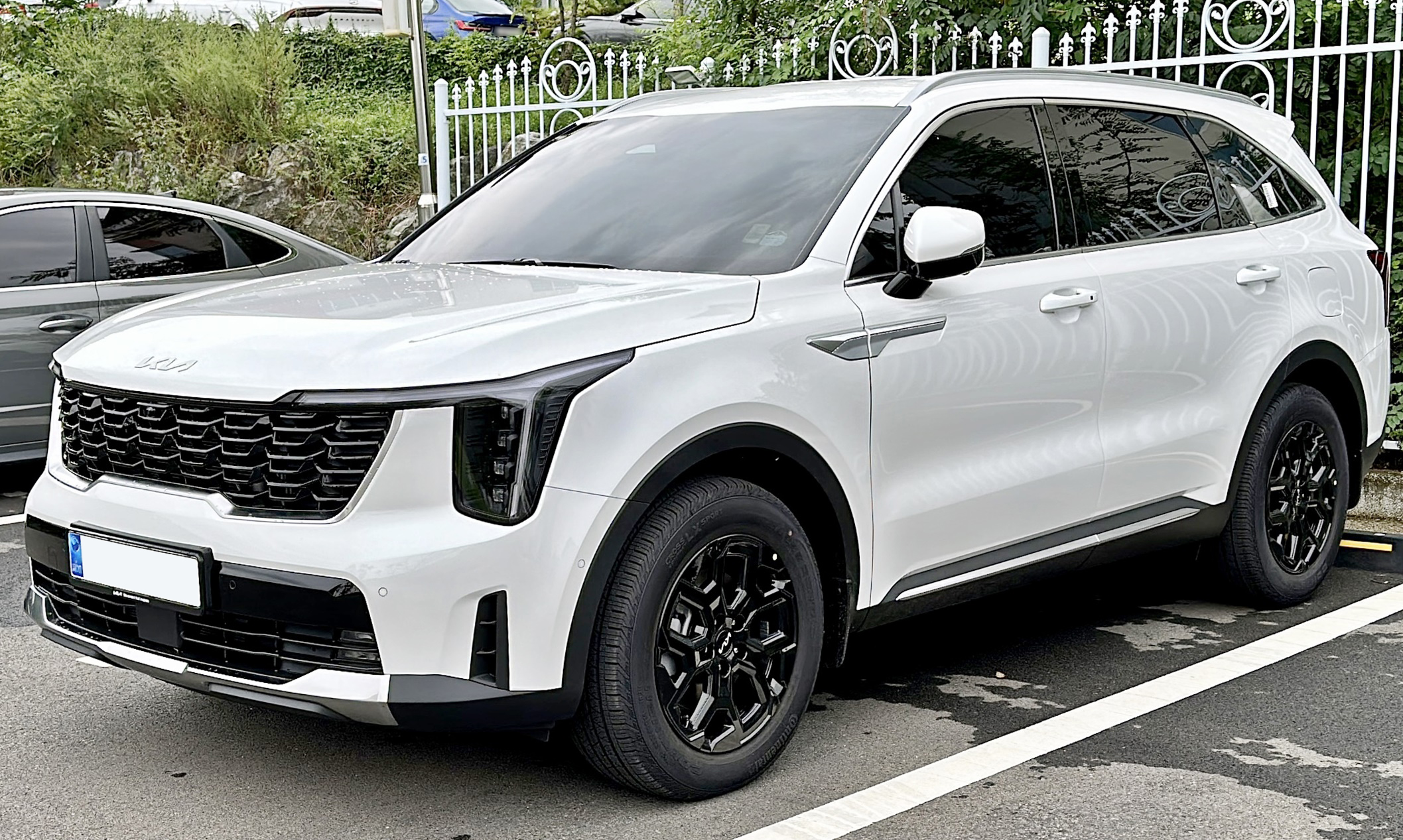
기아 쏘렌토

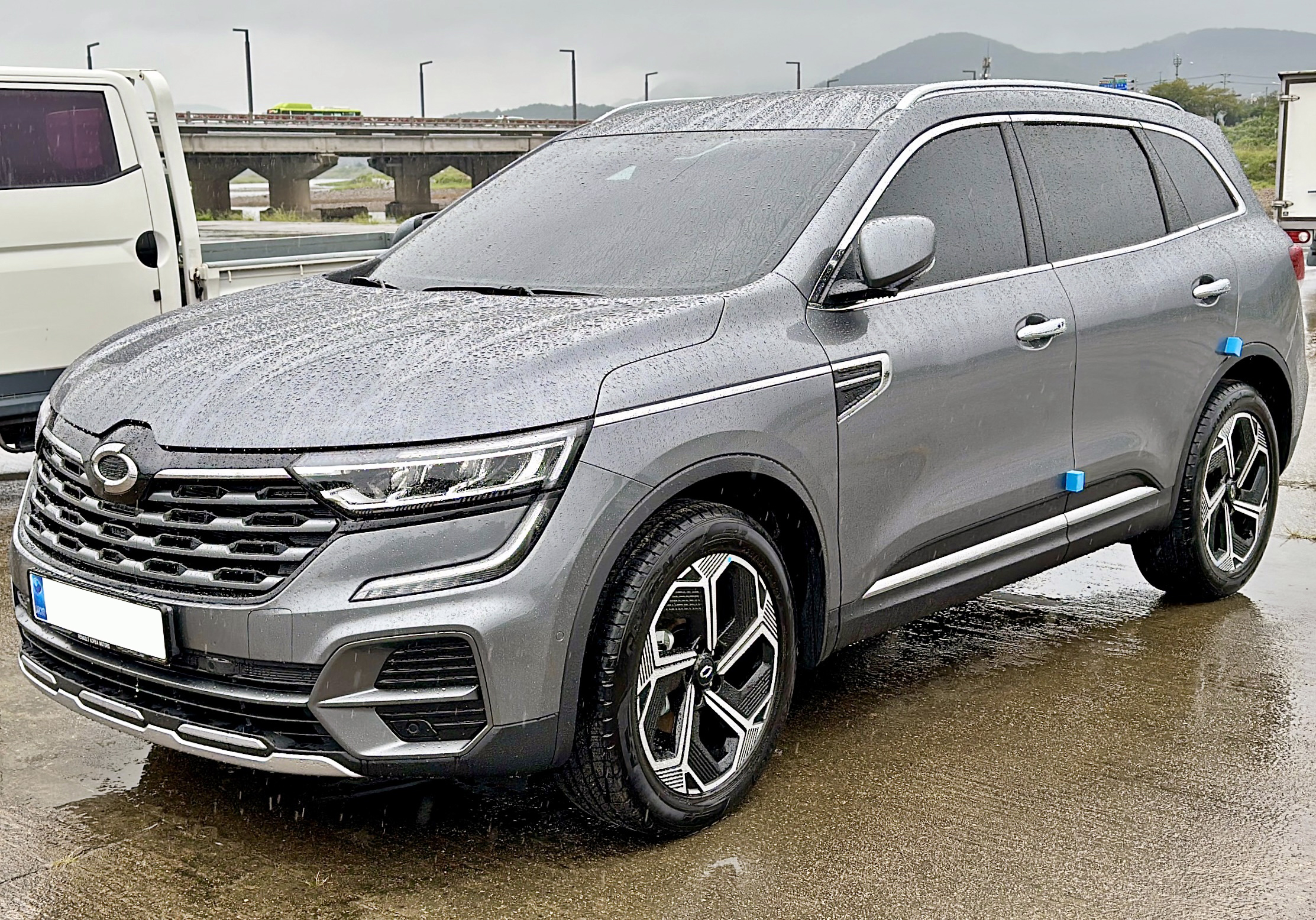
르노코리아 QM6

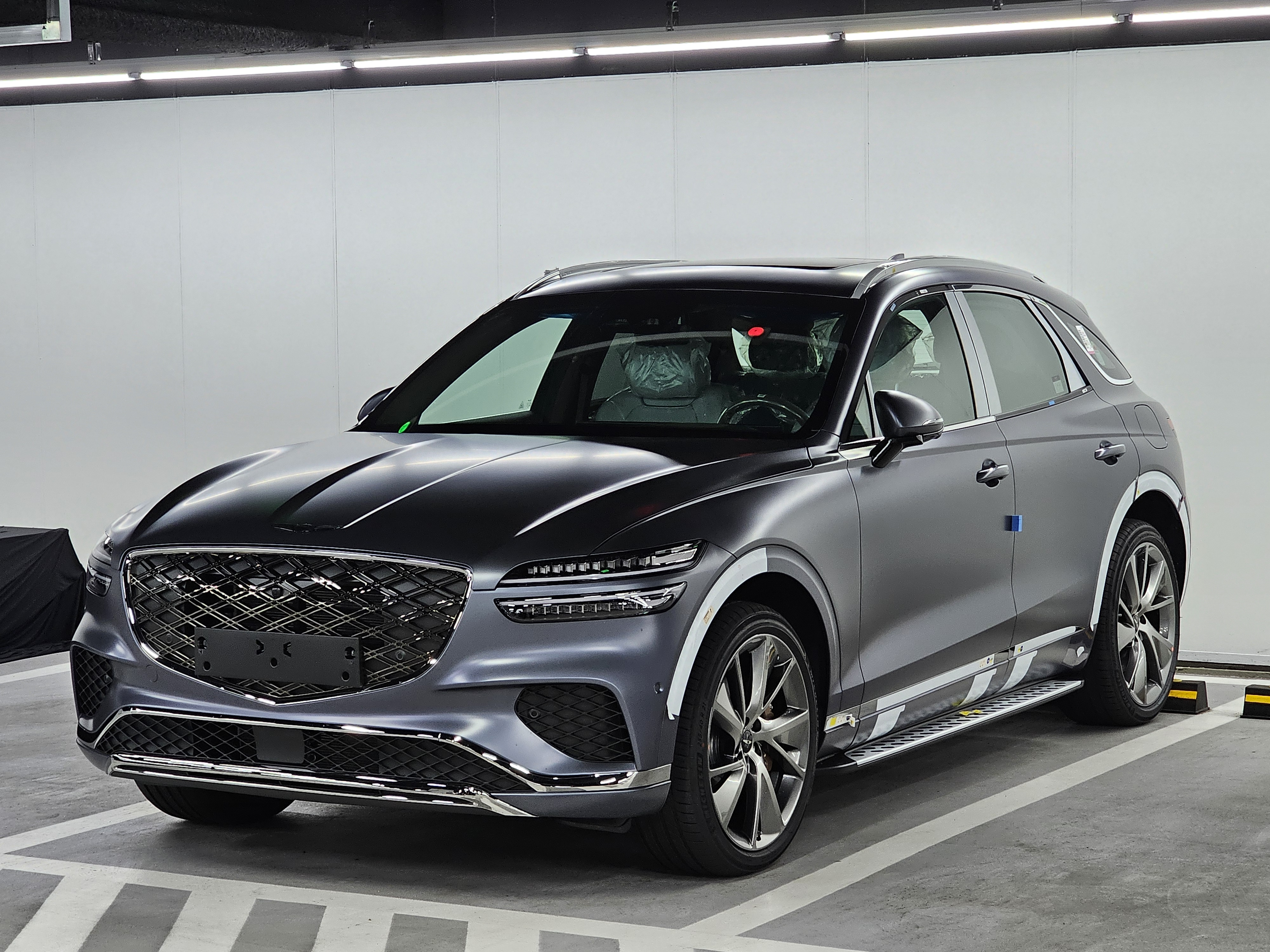
제네시스 GV70

스포츠 유틸리티 자동차 (- 自動車, 영어: sport utility vehicle, SUV, 문화어: 사파리형자동차) 또는 스포츠 유틸리티 차량은 주로 험지주파(오프로드) 및 스포츠 활동을 목적으로 개발된 RV 차량들을 일컫는다. 흔히 SUV라는 약칭으로 통한다. 다른 승용차와는 달리, 스포츠 유틸리티 자동차는 차체가 높은 편이고 4륜구동(4WD) 방식이 채택되는 경우가 많아 산악 지형과 비포장도로, 눈길과 같은 미끄러운 도로에서도 운전이 수월하다. 과거의 거의 모든 스포츠 유틸리티 자동차는 스테이션 왜건(Station Wagon)과 유사한 형태였으나, 일부 스포츠 유틸리티 자동차의 경우 프레임 바디로 만들어졌기 때문에 세단 또는 해치백과 앞부분이 같은 스테이션 왜건과는 차이가 있으며, SUV의 하위 범주로 쿠페형 유틸리티 자동차 또는 쿠페형 SUV(영어: Coupé (Sports) Utility Vehicle)와 크로스오버형 자동차도 있기 때문에 오히려 세단, 해치백, 쿠페 등과 더 비슷한 경우도 있다.

## 역사
초기 스포츠 유틸리티 자동차인 지프(Jeep), 랜드로버(Land-Rover)는 세계 2차 대전 당시 상업 및 군사적인 목적으로 사용되었다. 그 후, 스포츠 유틸리티 자동차는 험한 도로를 주행하는데 탁월함을 가지고 있어 교외지역 거주자들로부터 인기를 끌었다. 초기 스포츠 유틸리티 자동차의 예로써 GAZ-61(1938), 윌리스 지프 왜건(Willys Jeep Wagon)(1948), 랜드로버 시리즈 II(Land Rover Series II 109)(1958), 인터내셔널 하비스터 스카우트(International Harvester Scout 80)(1961)이 있다. 스포츠 유틸리티 자동차는 1990년대~2000년대 초기에 휘발유 가격 하락 등의 이유로 유행이 되었고 교외 지역에서 기존의 자동차를 소유한 가족들을 대상으로 팔리기 시작하였다. 1970년대에 법정 평균연비(Corporate Average Fuel Economy) 기준이 제정되었다. 그러나 상업 및 농업 목적의 자동차에 대해서는 적용되지 않았고 이에 따라 자동차 제조 회사들은 스포츠 유틸리티 자동차를 작업용 자동차로 분류함으로써 법의 취약점을 이용하여 스포츠 유틸리티 자동차를 판매하여 판매량이 급증하였다. 이 때부터, 스포츠 유틸리티 자동차는 교외 지역뿐만 아니라, 도시에서도 쉽게 접할 수 있게 되었다.
지난 1998년에 출시한 국내 유일의 다목적 미니밴인 기아 카니발이 처음 출시된 이후에, 스포츠 유틸리티 자동차는 2000년대부터 고급화, 대중화되고 있으며, 운전석을 낮추고 일반도로에서의 운전이 적합하게 변화되고 있으나, 2000년대 중반 이후, 연료 가격의 상승으로 판매가 줄고 있다. 대한민국에서는 국제차량제작 시발을 시작으로 현대 갤로퍼, 쌍용 무쏘 등이 등장하였으나, 프레임 바디만 적용되었다. 하지만 2000년에는 현대 쏘나타의 전륜구동 플랫폼이 활용되면서 대한민국의 스포츠 유틸리티 자동차 최초로 모노코크 바디를 적용한 현대 싼타페가 출시되었다. 이후 2001년~2002년에는 주 5일제 근무 확산이 완료되어 스포츠 유틸리티 자동차의 수요가 부쩍 늘게 되었고, 2006년 하반기에는 외국계 자동차 업체인 GM대우(현 한국GM)의 윈스톰이 출시되어 그 동안 시장 점유율 절반 정도를 독식해왔던 현대 싼타페의 아성에 도전장을 던지면서 대한민국의 스포츠 유틸리티 자동차 중, 유일무이하게 정부 차원의 대기 환경 개선책의 일환으로 매연저감촉매장치(DPF)가 기 장착된 바 있다.

## 구조적 특징
세단과 비교해보면 스포츠 유틸리티 자동차는 단면이 엔진룸, 캐빈룸으로 트렁크룸이 튀어 나와 있지 않아 2박스카로 볼 수 있다. 또한, 스포츠 유틸리티 자동차는 후방 차체 모양이 거의 수직으로 제작되어 뒷유리가 와류현상에 의하여 물이나 먼지 등으로 흐려질 수 있기 때문에 리어 와이퍼가 달려 있다. 가장 잘 알려진 스포츠 유틸리티 자동차의 디자인적 특징은 네모진 모양과 지면에서의 높은 차체를 들 수 있지만, 최근에는 스포츠 유틸리티 자동차의 연료 경제성을 높이기 위해 공기 역학적 디자인이 적용된 차량이 출시되고 있다. 스포츠 유틸리티 자동차는 예전에는 4륜구동 방식이 채택되어 울퉁불퉁한 도로를 다닐 수 있는 특성상, 프레임 바디로 만들어지는 경우가 많았다. 하지만 요즘에는 모노코크 바디가 적용되는 경우도 많아지고 있다.

## 활용지
스포츠 유틸리티 자동차는 오스트레일리아의 아웃백, 아프리카, 중동, 알래스카, 북부 캐나다, 미국 서부, 아이슬란드, 남아메리카 등에서 비포장도로 운행을 위해 디자인된 편의성과 넓은 적재 공간의 장점이 있어 널리 사용되고 있다. 예전의 스포츠 유틸리티 자동차는 단순히 울퉁불퉁한 도로를 주행하기 위한 목적으로 개발되었지만, 요즘의 스포츠 유틸리티 자동차는 도심 지역에서 운행하는 목적이 강조되고 있다. 요즘에는 도로 상태가 예전보다 개선되어 많은 스포츠 유틸리티 자동차 운전자들이 울퉁불퉁한 도로를 다니는 일도 줄어 최근에 생산되는 스포츠 유틸리티 자동차는 차체를 가볍게하고 연비를 높여 설계되고 있다. 또한, 내부 공간을 늘여 가족적 기능을 보다 강조한 차량도 등장하고 있다.

## 다른 이름들
영국의 경우, 미국과는 다른 이름으로 스포츠 유틸리티 자동차를 칭하고 있다. 미국의 경우, 스포츠 유틸리티 자동차를 다른 승용차와 소형 트럭의 중간 형태로 취급하지만, 영국은 대한민국과 마찬가지로 스포츠 유틸리티 자동차를 승용차의 종류로 보고 있다. 영국에서 사용되는 스포츠 유틸리티 자동차의 브랜드로는 랜드로버(Land Rover)와 지프(Jeep)가 있으며, 이 브랜드들은 자동차의 종류를 일컫는 말로 사용되기도 한다. 이 이름들은 특정 회사의 자동차 이름이기 때문에 그 사용을 막으려는 움직임이 있었지만, 너무 광범위하게 통용되고 있어 그러한 노력은 효과를 보지 못했다. "첼시 트랙터"라는 이름은 2004년, 영국 교외 지역에서 사용되는 자동차를 일컫기 위해 사용되었는데, 보통 "첼시 트랙터"라 불리는 자동차는 4륜구동으로 디자인되지는 않았다.

## 구동 방식

### 풀 타임 4WD(4륜구동)
ECU(electronic control unit)에 입력되는 각종 센서신호를 통해 노면 조건 및 주행상태를 판단하여 전자식 다판클러치의 체결력을 정밀하게 미세 조절함으로써 후륜으로 전달되는 구동력의 크기를 변화시키는 원리를 이용하며, 노면조건 및 주행상태에 따라 구동력을 전륜과 후륜에 능동적으로 배분하여 최적의 주행성능을 발휘하는 4WD이다.

### 파트 타임 4WD
파트 타임 4WD는 평소에는 2WD로 주행하나, 운전자의 필요에 따라 4WD로 전환하여 주행하는 4WD의 기본이 되는 시스템이다. 파트 타임 4WD는 풀 타임 4WD와 거의 유사하나, 단지 전륜축과 후륜축 사이에 센터차동기어가 없다는 것이 다르다. 그래서 4WD 모드 시, 구동력을 항상 전륜과 후륜에 50:50으로 배분해주고 센터차동기어가 없어서 회전 시, 전륜축과 후륜축의 회전반경 차이를 보정해주지 못하여 '타이트 코너 브레이킹(tight corner braking)'현상 이 나타난다. 파트 타임 4WD에는 풀 타임 4WD에는 없는 록킹 허브가 있다. 록킹 허브는 전륜과 등속조인트를 2WD 모드에서는 분리시켜 놓았다. 4WD 모드 시에만 연결시키도록 하여 연비를 높이기 위해 사용하는 장치이다. 2WD에서 4WD로 전환하기 위해서는 트랜스퍼 레버를 작동해서 구동력을 앞쪽으로도 해주어야 하고 전륜과 등속조인트를 연결해주기 위해서 록킹 허브를 잠가야 한다. 이 중, 어느 하나라도 하지 않게 되면 4WD가 제대로 작동을 할 수 없게 된다. 그런데 여기서 트랜스퍼 레버는 자동차 내부에 있어 손쉽게 작동시킬 수 있지만, 록킹 허브는 전륜에 설치되어 있기 때문에 운전자가 자동차에서 직접 내려서 작동시켜야 한다. 운전자가 직접 록킹 허브를 잠금으로써 무엇보다 확실하게 잠가줄 수 있고 구조가 단순하기에 고장이 날 가능성이 적다는 이점이 있다. 그러나 만약 2WD로 주행하다 진흙탕에 빠져 4WD를 넣게 될 경우, 운전자가 진흙탕에 직접 발을 담글 수 밖에 없다는 불편함이 생긴다. 그래서 생겨난 것이 오토 록킹 허브다. 즉, 트랜스퍼 레버만 작동시키면 자동으로 록킹 허브가 작동하는 것이다. 이 오토 록킹 허브는 모터에 의하여 기어를 삽입하는 방식과 허브 내에 고무풍선 같은 것을 삽입하여 진공의 상태로 만들 경우, 이 고무풍선 부분이 부풀어올라 기어를 맞물리게 하는 방식이 있는데, 이와 같은 오토 록킹 허브는 주행 중에도 2WD와 4WD를 자유롭게 변환시킬 수 있는 장점이 있다. 반면, 이 오토 록킹 허브는 구조가 복잡하여 고장이 잘 나는 단점이 있다. 또한, 오토 록킹 허브는 호기심이 많은 어린이나 주의력이 떨어지는 노인과 같이 기계를 다루는 것이 서툰 사람에 의해 갑자기 바뀔 수 있어 사고가 발생할 수 있다.
- 전륜50 : 후륜50의 4H모드일 때 : Off-road 및, 눈길, 빙판길, 진흙길 등에서 코너링 시, 노면 접지력을 높여 안정적이고 자연스런 조향이 가능하다.
- 전륜50 : 후륜50의 4L모드일 때 : 큰 구동력 필요 시, 또는 험로 주행 시, 최대의 접지력과 등판능력이 확보된다.

파트 타임 4WD의 이러한 기능들을 기술이 발달하여 최근에는 풀 타임 4WD가 많이 쓰이고 있다. 그러나 파트 타임 4WD가 풀 타임 4WD보다 시스템이 훨씬 단순하기에 제작 비용을 줄일 수 있다는 큰 장점이 있다.

### TOD 시스템 방식
평상시에는 전륜구동 또는 후륜구동처럼 주행하다가 전륜과 후륜의 회전차가 발생하게 되면 전자 제어에 의하여 구동되지 않은 바퀴에도 동력을 배분하여 최적의 구동력을 유지하게 된다.
<후륜구동 기반 4륜구동 기준>
- 전륜10 : 후륜90일 때: On-road 및 고속 주행 시, 거의 2WD와 거의 유사하게 주행한다.
- 전륜30 : 후륜70일 때: Off-road 및, 눈길, 빙판길, 진흙길 등에서 코너링 시, 노면 접지력을 높여 안정적이고 자연스러운 조향이 가능하다.
- 전륜50 : 후륜50일 때: 큰 구동력 필요 시, 또는 험로 주행 시, 최대의 접지력과 등판능력이 확보된다.

### AWD
전륜과 후륜의 최적의 구동력 배분과 전자식 차량 제어 시스템인 ESP(electronic stability program)과 연동되어 최상의 주행 성능 및 탁월한 주행의 안정성이 실현된다.
- 전륜40 : 후륜60일 때: 최적의 핸들링 성능을 발휘할 수 있도록 구동력 배분이 되고 상시 4WD로 충분한 접지력이 확보된다.

## 환경 문제
스포츠 유틸리티 자동차는 대기 오염이 다른 승용차보다 심각하기도 한데, 차체가 무겁다 보니 엔진이 크고 연료도 많이 소모되어 이산화탄소 배출량도 많다. 자동차에서 배출되는 물질에는 일산화탄소뿐만 아니라, 입자상 다환방향성 탄화수소, 휘발성 유기화합물 등 대표적으로 세 가지가 있으며, 이러한 물질들은 오염 물질이자 발암 물질이다. 스포츠 유틸리티 자동차에서 배출되는 주요 오염 물질은 다른 승용차에서 배출되는 오염 물질 수준보다 약 0.5~0.6% 높다. 경제성을 이유로 권장되어 온 디젤 자동차가 가솔린 자동차보다 최고 100배의 미세먼지를 내뿜는 것으로 세계보건기구(WHO)의 최근 보고서에서 밝혀졌다. 유럽의 경우, 지난 해에 출고된 자동차 가운데 48.4%가 디젤 자동차였고 당분간 디젤 자동차는 더욱 증가할 것이란 예측이어서 미세먼지가 심각한 문제로 등장하고 있다. 지금까지 직경 10 μm(마이크론) 이하의 미세먼지(PM10)는 낮은 수준일 경우, 인체에 거의 해롭지 않은 것으로 알려져 왔다. 그러나 이와 같은 상식은 잘못된 것이란 주장이 나오고 있다. WHO에 따르면 PM10은 유아 사망률이나 각종 폐 질환, 심장병 등의 원인이 되고 있다. 이 때문에 유럽에서는 매년 35만명이 미세먼지로 인해 자연수명보다 1년 먼저 사망한다는 통계까지 나왔다. 이 미세먼지의 주범이 바로, 디젤 자동차라는 것이다. 보고서에 따르면 유럽 국민들은 미세먼지로 인해 평균 8.6개월의 수명이 단축된다. 그 중에서도, 독일이 가장 심한 10.2개월, 이탈리아가 그 다음으로 9개월 단축으로 조사됐다. WHO는 우선 이들 두 국가에서 먼저 미세먼지 캠페인을 전개하고 다른 국가로 확산시킬 계획이다. WHO는 미세먼지를 줄이기 위해 디젤 자동차에 여과장치를 장착할 것을 권하고 있으나, 자동차 제조사들은 아직 이를 옵션으로 제공할 뿐, 이를 의무화하는 데는 반대한다. WHO의 전문가들은 지난 4~5년간 공해문제에 대한 새로운 연구결과가 나와 과거엔 해롭지 않다고 주장되어온 공해 수준도 인체에 영향을 미치는 것으로 드러나고 있다고 경고한다. 따라서 미세먼지 문제에 대해서도 새로운 경각심을 가져야 한다는 것이다. 예컨대 당장은 질병을 유발하지 않는다고 해도 장기적으로 암의 원인이 된다거나 유아의 폐 발달을 저해해 성인이 된 후, 폐 질환을 앓게 된다는 점 등을 지적한다. 유럽은 이와 같이 미세먼지의 위험성에 대한 우려가 높아짐에 따라 금년 1월 대기중 m²당 PM10 허용치를 50μg으로 낮춘데 이어 오는 2020년까지는 이를 20μg까지 낮출 계획이다.

## 철제 범퍼 보호대(캥거루 범퍼)가 위험한 이유
스포츠 유틸리티 자동차는 철제 범퍼 보호대를 달고 다니는 경우가 많은데, 이는 미니밴도 마찬가지이며, 자동차의 멋이나 안전을 이유로 오너들이 자신의 차량에 철제 범퍼 보호대를 다는 경우가 많다. 하지만 철제 범퍼 보호대는 단단하게 만들어져 있기 때문에 사고 시, 보행자에게 위험하다. 또한, 자동차의 범퍼에는 자동차가 사고가 나게 되면 충격을 이미 완화시켜주는 순기능이 있기 때문에 운전자에게도 위험하다. 이 외에도, 에어백이 장착되어있는 차량의 경우에는 에어백을 터트려주는 센서가 작동을 하지 못하게 되어 에어백이 오작동을 하게 된다. 때문에 자신의 차량에 철제 범퍼 보호대를 다는 것보다는 자신의 차량을 점검하는 것이 좋다.

## 갤러리

### 초기(1938~1978)에 사용되었던 스포츠 유틸리티 자동차

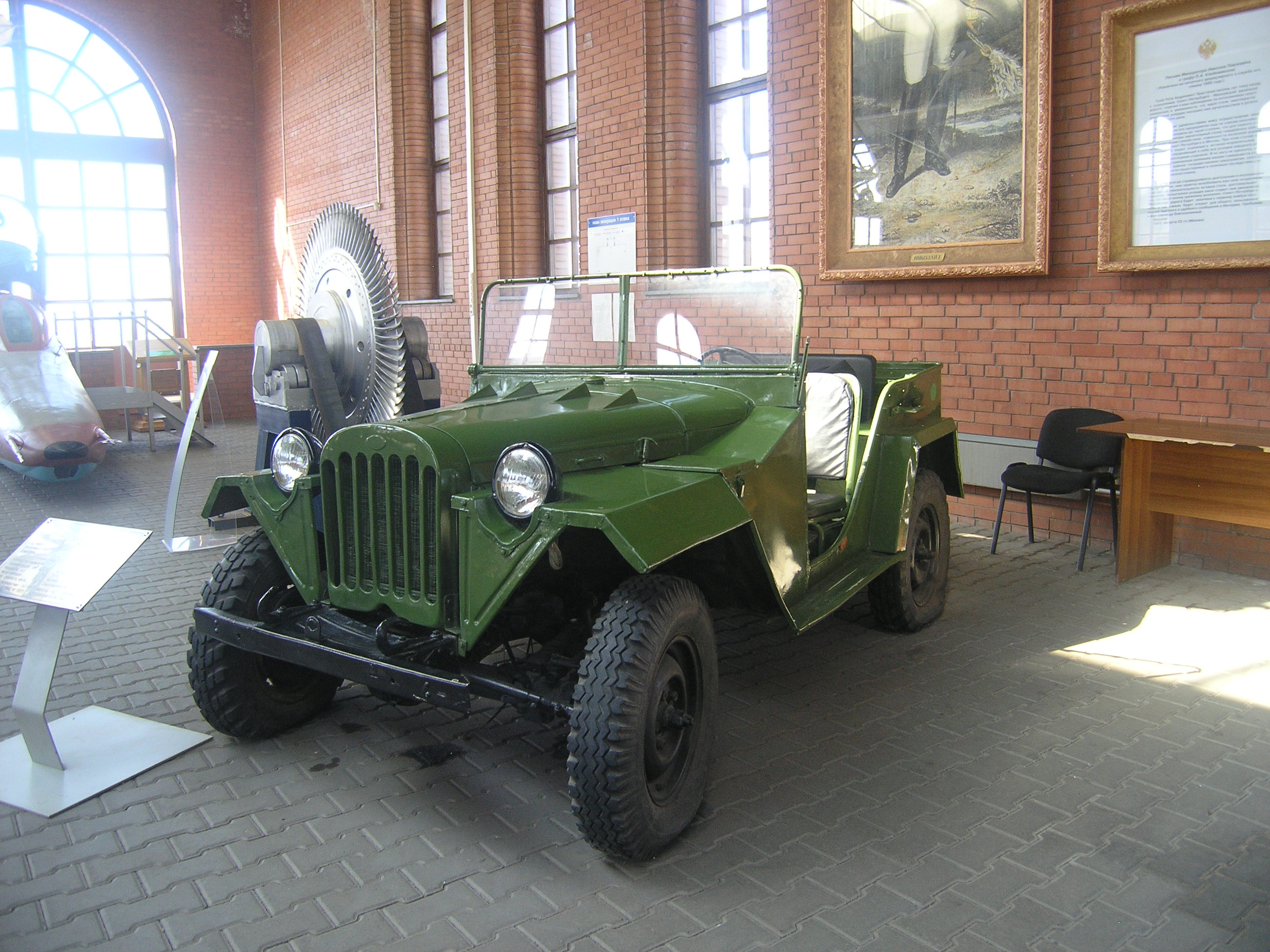
GAZ-67 / GAZ-67B( ГАЗ-67 / ГАЗ-67Б )
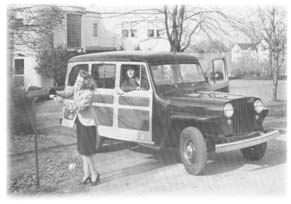
지프 왜건(Willys Jeep Wagon)
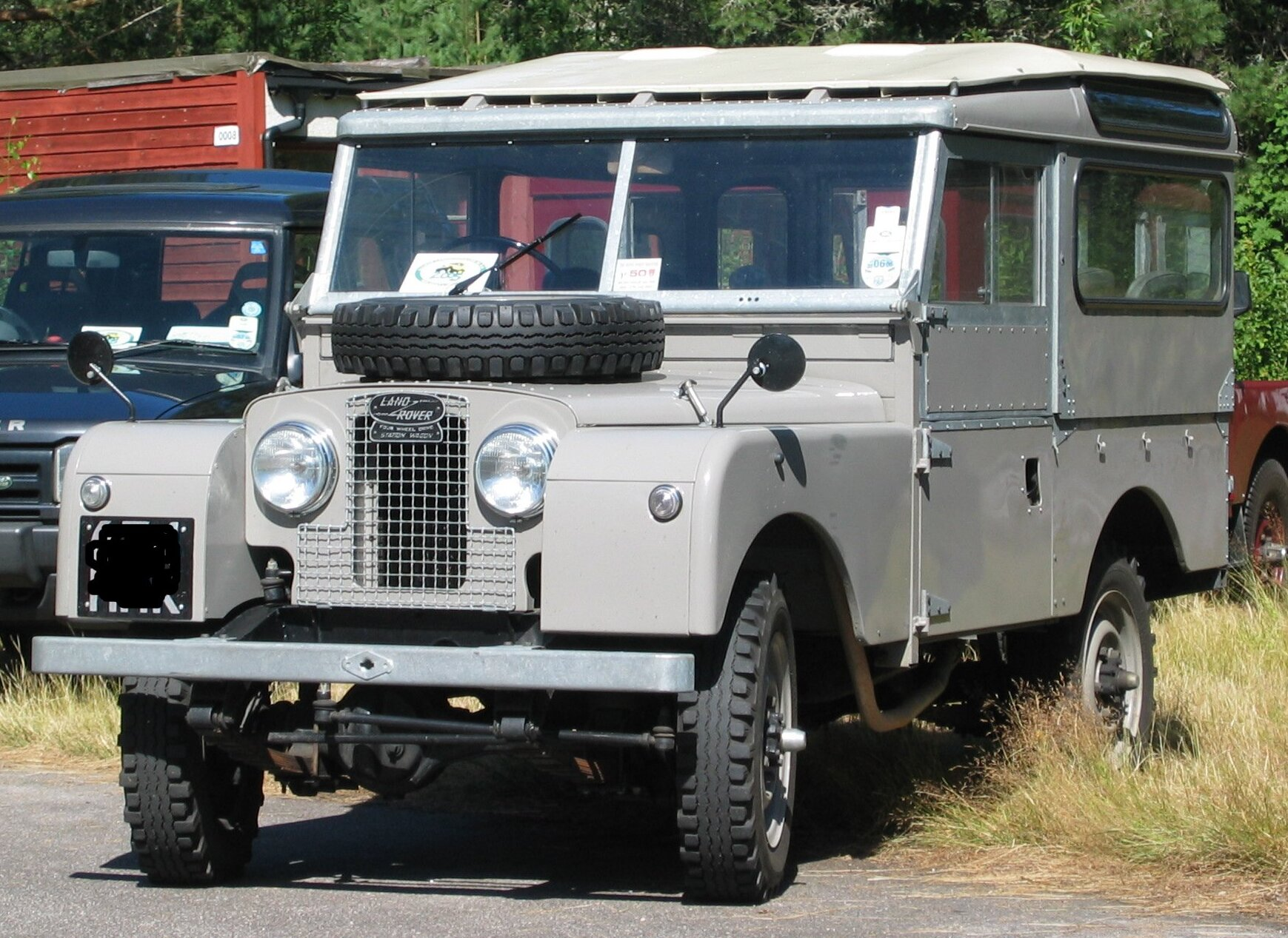
랜드로버 시리즈1(Landrovers Series 1)
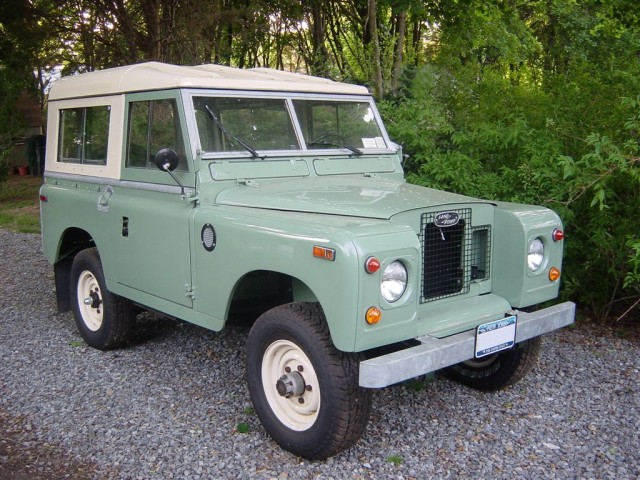
랜드로버 시리즈2(Landrovers Series 2)
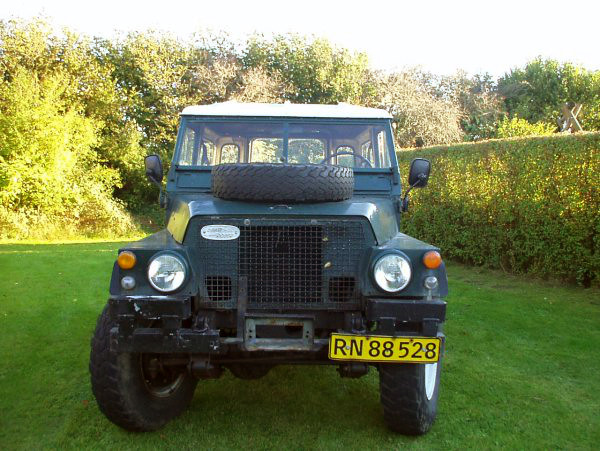
랜드로버 시리즈3(Landrovers Series 3)
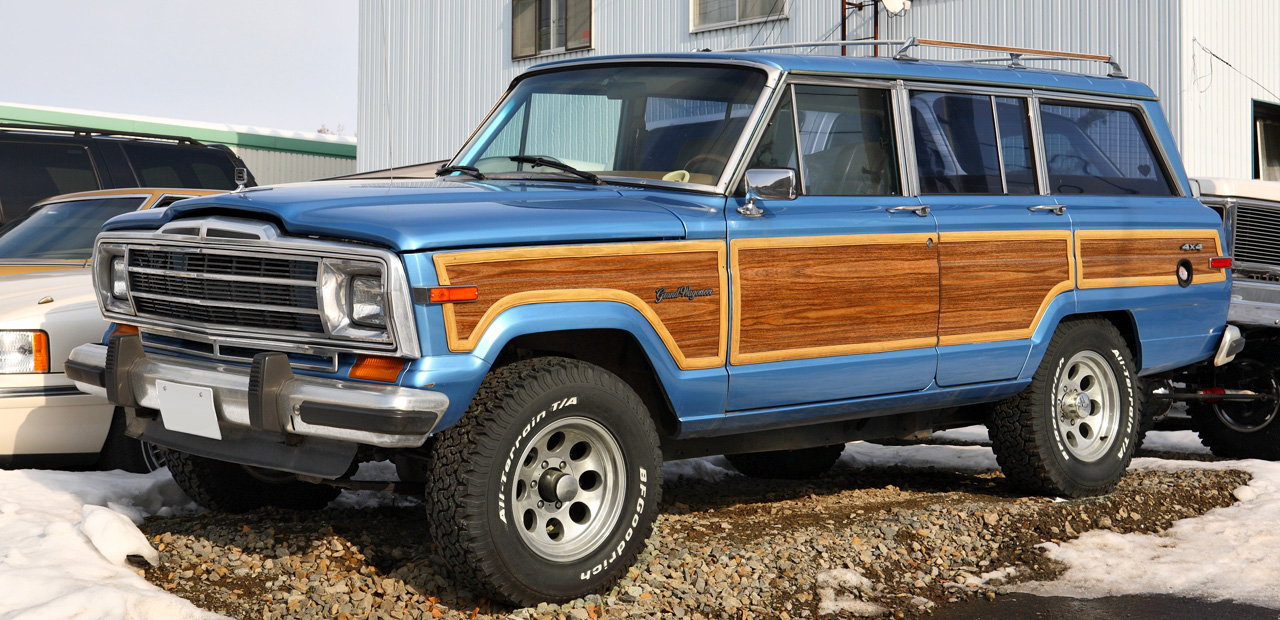
지프 왜고니어(Jeep Wagoneer)
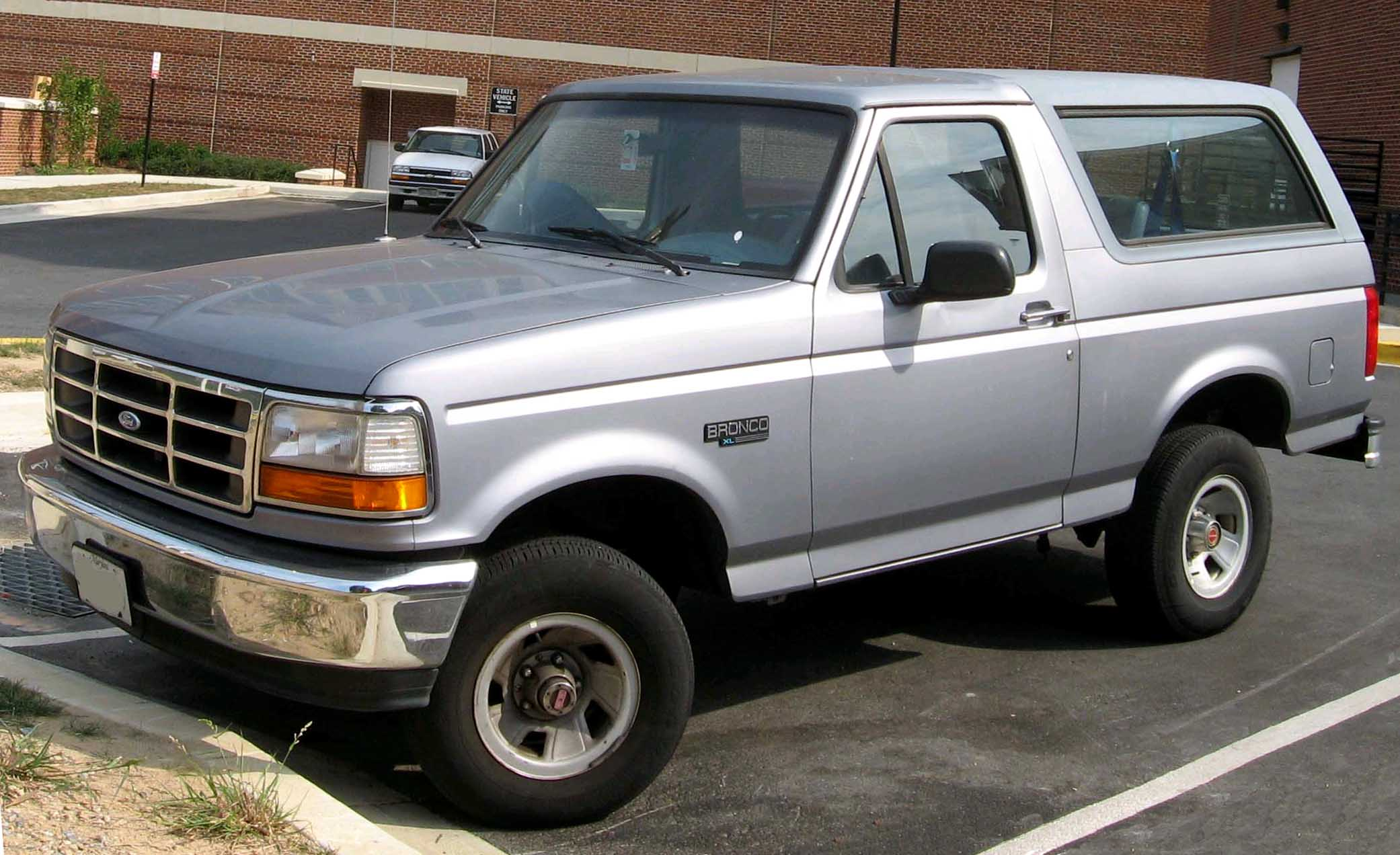
포드 브롱코(Ford Bronco)
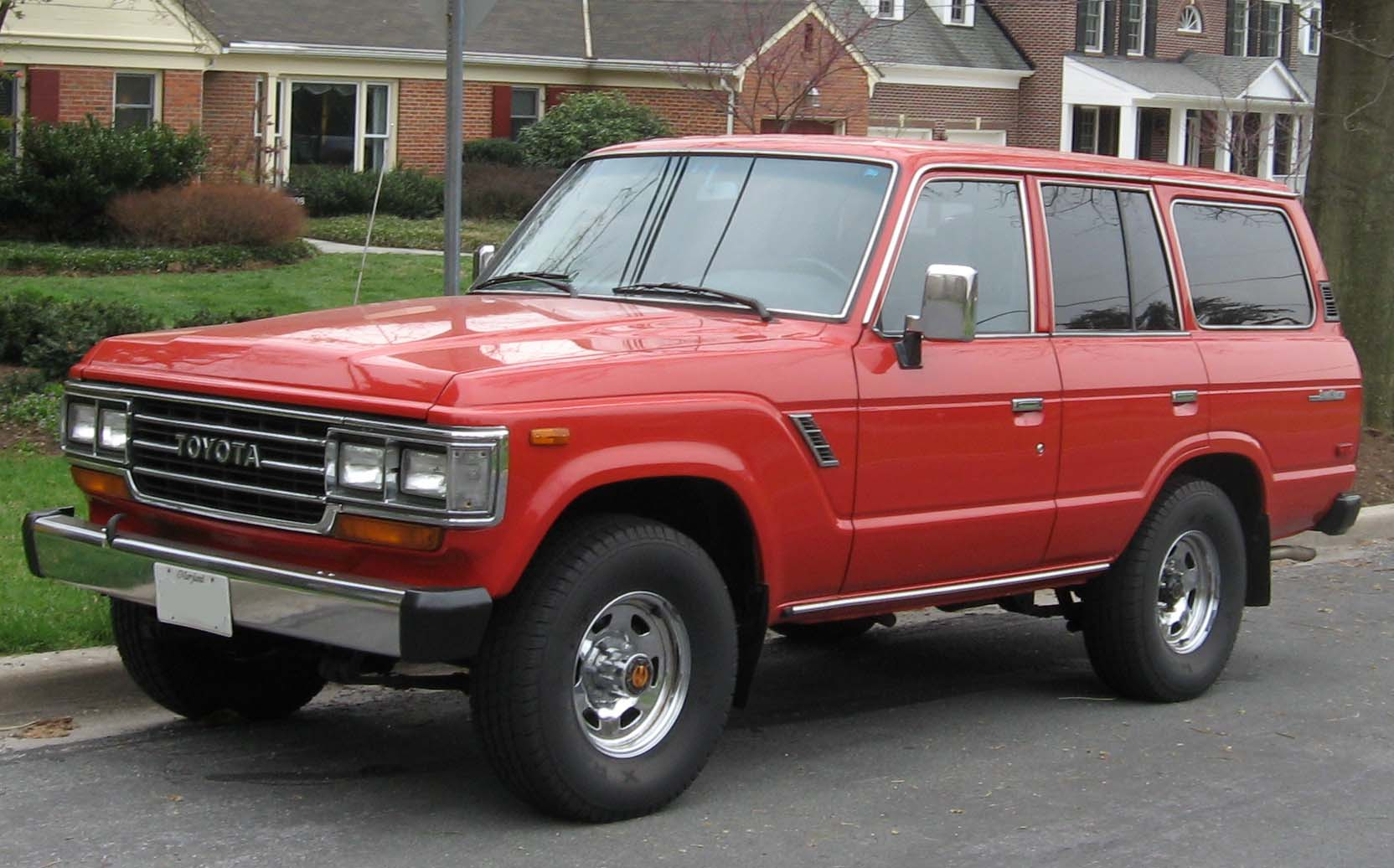
도요타 랜드크루져(Toyota Land Cruiser)
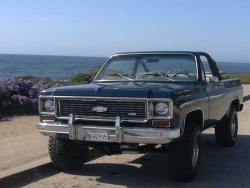
쉐보레 K5 블레이져(Chevrolet K5 Blazer)
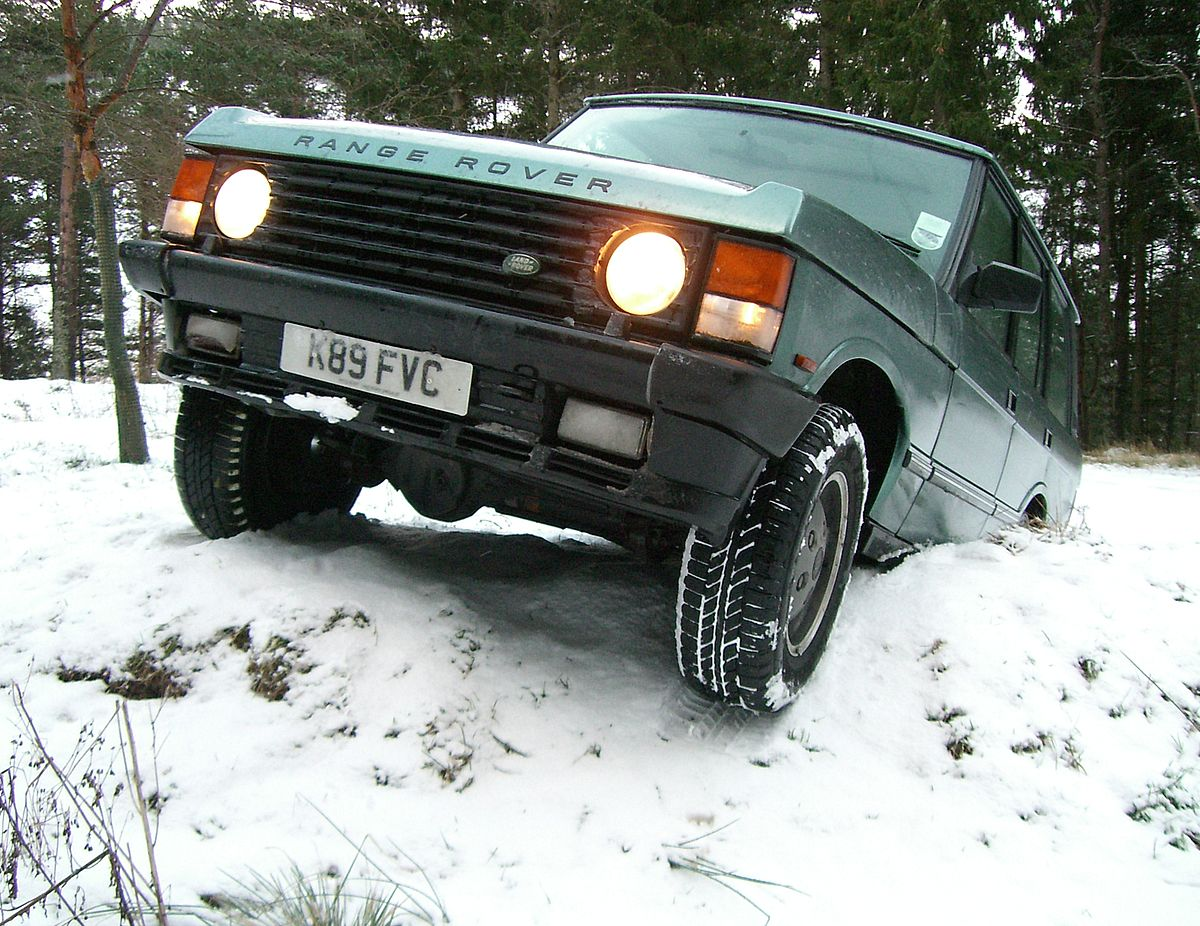
레인지 로버 클래식(Range Rover Classic)
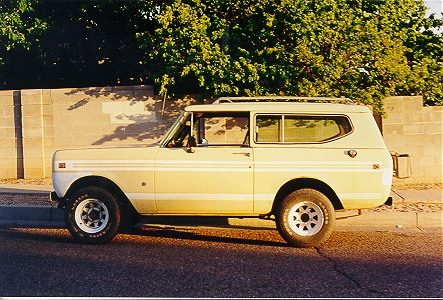
옐로우 스카웃(Yellowscout)
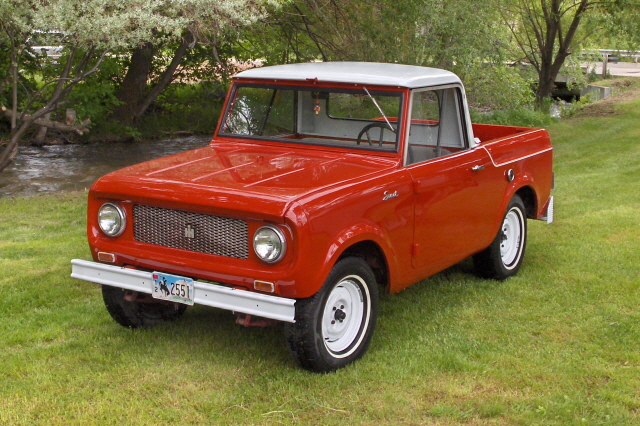
스카웃 80(Scout 80, 1961)
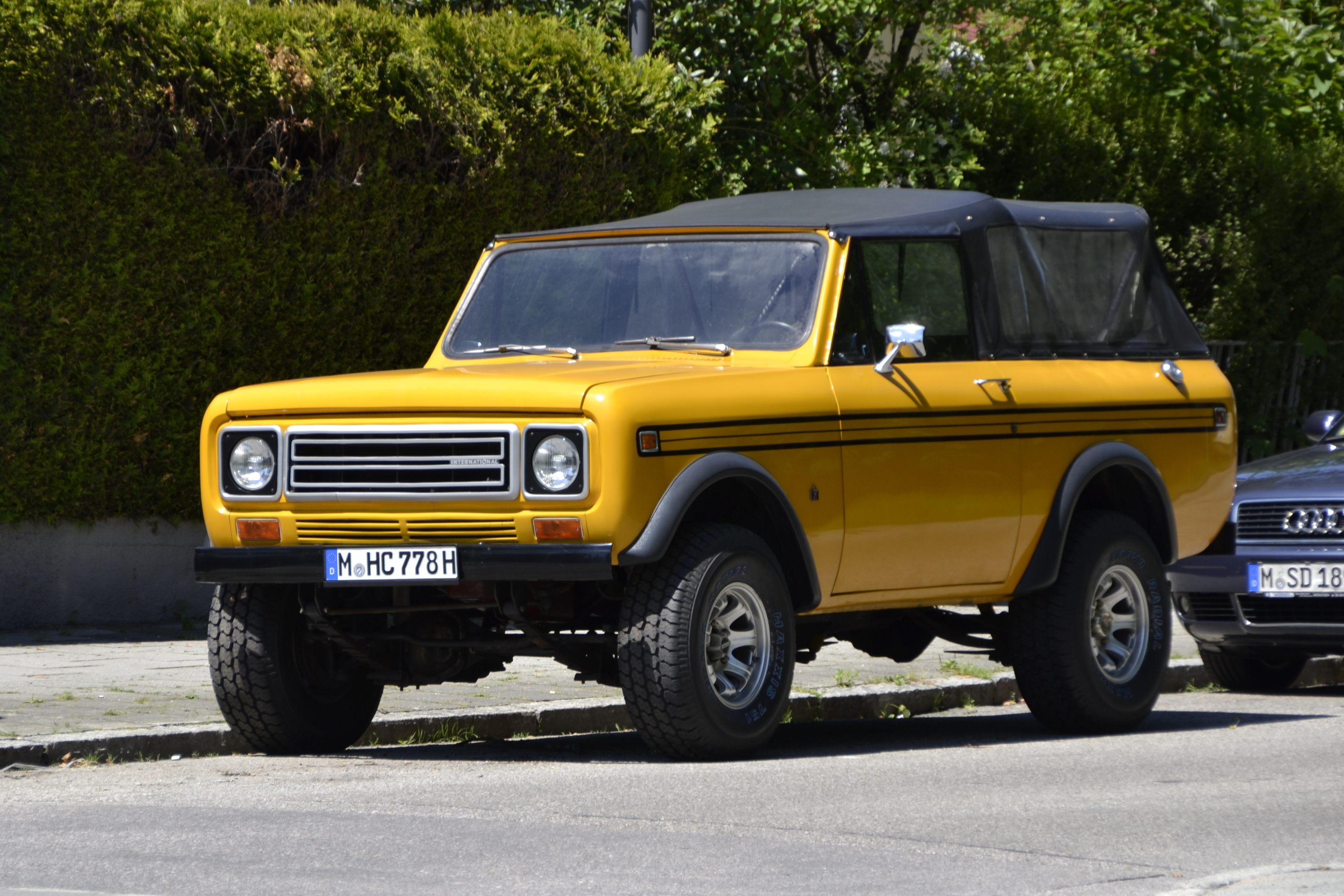
IH스카웃II(IH Scout II, 1978)

## 같이 보기
- 스포츠 유틸리티 자동차 목록
- 미니밴(MPV)
- 레크리에이션 차량(RV)
- 승용차